# Tiburcia Haedo de Paz
Tiburcia Haedo de Pau (Córdoba, 1767 – Luján, 1839) va ser una patriota argentina. És considerada una de les Patrícies Argentines.

## Biografia
Maria Tiburcia Haedo Roldán va néixer a Còrdova, Virregnat de el Riu de la Plata (Argentina), el 11 de agost de 1767, filla de l'explorador i naturalista Felip Haedo, natural de Consell de Zalla, Biscaia, i de Maria Mercedes Roldán Allende.
Va contreure matrimoni el 27 d'octubre de 1790 amb José de Pau, administrador de correus de la província de Còrdova.
El 17 de setembre de 1797 va professar en l'Ordre Tercera de Sant Francesc.
La seva família va adherir aviat a la Revolució de Maig de 1810. A l'disposar una subscripció per a la formació de l'Exèrcit de el Nord, Tiburcia Haedo va contribuir amb dues unces d'or.
No obstant això el seu suport decidit al partit de l'emancipació al caure en mans de la Expedició Auxiliadora Santiago de Liniers i els restants líders de la Contrarevolució de Córdoba, Tiburcia Haedo va encapçalar una delegació que va demanar a l'degà Funes que es respectés la vida dels realistes vençuts .
El 9 de setembre de 1811 en carta a president de la Junta Gran Cornelio Saavedra van oferir donar els seus joies i propietats, així com el sou de Pau i dels seus fills, el llavors capità comandant d'artilleria José María Pau i del tinent del mateix cos Julià de Pau. El govern va acceptar només la donació provisional de la meitat del sou dels seus fills.
Va donar també un terreny a Còrdova de 5 quadres d'extensió, situades entre la cinquena d'Allende i el Poble de la Presa, per a ser destinat a instal·lacions de la fàbrica de pólvora a aixecar en aquesta província.
Va acompanyar al seu fill José María Paz en el seu captiveri al Cabildo de Luján, província de Buenos Aires. Va morir a Luján el 10 de febrer de 1839 sent atesa en la seva malaltia pel doctor Francisco Javier Muñiz.
Va tenir també a l'almenys una filla, Maria del Rosari, qui va casar en primeres núpcies amb el metge escocès Andrés Weild. La seva filla, Margarita Weild casar amb el seu tiet, José María Pau.
Un carrer de la seva ciutat natal porta el seu nom.